# UFC Fight Night: Boetsch vs. Henderson
UFC Fight Night: Boetsch vs. Henderson (también conocido como UFC Fight Night 68) fue un evento de artes marciales mixtas celebrado por Ultimate Fighting Championship el 6 de junio de 2015 en el Smoothie King Center, en Nueva Orleans, Louisiana.

## Historia
El evento estelar contó con el combate de peso medio entre Tim Boetsch y Dan Henderson.
Alan Jouban tenía previsto enfrentarse a Brian Ebersole en este evento. Sin embargo, Jouban se retiró del combate citando una lesión en marzo y Omari Akhmedov lo reemplazó.

## Premios extra
Cada peleador recibió un bono de $50,000.
- Pelea de la Noche: Thiago Tavares vs. Brian Ortega
- Actuación de la Noche: Dustin Poirier y Shawn Jordan